# Omicidio di Luca Perucci
L'omicidio di Luca Perucci venne commesso a Roma il 6 gennaio 1981; la vittima era un giovane militante dell'organizzazione di estrema destra Terza Posizione che venne ucciso da alcuni appartenenti al gruppo terroristico d'ispirazione neofascista Nuclei Armati Rivoluzionari.

Luca Perucci (Roma, 11 novembre 1962 – Roma, 6 gennaio 1981)

## Storia

### Antefatto
L'omicidio Perucci è collocabile in un contesto sociale che, agli inizi degli anni ottanta, vide gli ambienti della destra eversiva attraversati da tutta una serie di episodi di vendetta e di regolamenti di conti contro delatori, infami e presunti approfittatori. Protagonisti di questa sorta di campagna di annientamento furono, tra gli altri, i Nuclei Armati Rivoluzionari dei fratelli Fioravanti che, giunti quasi alla fine della loro storia e decimati dagli arresti, abbandonarono in gran parte la strategia della lotta spontaneista armata contro lo Stato, per dedicarsi quasi esclusivamente alle vendette personali.
(Francesca Mambro da A mano armata di Giovanni Bianconi)
Uno degli obiettivi da colpire, decisi dal gruppo terroristico, venne individuato in Luca Perucci, uno studente universitario e militante di Terza Posizione, che era stato da poco ascoltato dai magistrati romani e bolognesi nell'ambito delle indagini per la strage alla stazione di Bologna e per l'omicidio del giudice Mario Amato e, a seguito di tutto ciò, era convinzione dei NAR che avesse fornito informazioni utili agli inquirenti.

### L'omicidio

Luca Perucci, ferito dopo l'attentato

Il 6 gennaio 1981, attorno alle 18:30, uscì insieme alla madre e ai due zii dalla sua abitazione romana di via Lucrino, nel quartiere Trieste, per recarsi da alcuni parenti per il giorno di festa. Ad attenderlo c'era l'amico Pasquale Belsito che, con una scusa lo avvicina e si allontana con lui parlottando. Appena svoltato l'angolo, Belsito estrae la pistola, una 38 Special, e gli spara in fronte, per poi darsi alla fuga. La rivendicazione dei NAR arriverà solo nove mesi dopo, assieme a quella dell'omicidio di Francesco Straullu: «Il 6 gennaio abbiamo giustiziato l'infame delatore Luca Perucci che aveva permesso l'attacco della magistratura bolognese contro le formazioni rivoluzionarie». I processi accerteranno che il fatto era stato organizzato e commesso da esponenti dei NAR all'interno della "campagna di annientamento" nei confronti di chi, offrendo la propria disponibilità a collaborare con la Polizia, aveva scelto di chiudere i legami con l'ambiente eversivo neofascista.